# Cleora cinereomarginata
Cleora cinereomarginata là một loài bướm đêm trong họ Geometridae.